# Um Lugar Diferente
"Um Lugar Diferente" é o primeiro episódio da série de animação Sítio do Picapau Amarelo, exibido em 8 de janeiro de 2011 pela Rede Globo. No episódio, um vendedor aparece no sítio e Dona Benta se esforça para manter guardados os segredos que fazem do sítio um local especial. Mas Emília não se contém e quase coloca tudo a perder. Assim como toda a primeira temporada, o episódio foi baseado no livro Reinações de Narizinho.

## Enredo
Um vendedor aparece no Sítio para tentar vender livros para Dona Benta. Preocupada, ela manda Emília se esconder, pois se o vendedor a visse iria ver que o Sítio não é um lugar normal. Emília, bem curiosa decide espionar o vendedor quando ele está com Dona Benta. Ele vê que Emília é uma boneca de pano e então decide levá-la escondido para que possa ganhar muito dinheiro com "a boneca falante" então sobra para Dona Benta, Narizinho e Pedrinho encontrar Emília.

## Recepção

### Audiência
Em sua exibição original, o episódio teve uma audiência de sete pontos, considerando a medição da cidade de São Paulo. A audiência do episódio foi superior a de TV Globinho (seis pontos) e a de Victorious e Hannah Montana (cinco pontos) ambas séries e/ou programas de televisão da faixa matutina da Rede Globo. O episódio foi líder de audiência no horário, sendo superior a A Turma do Pica-Pau (programa da Rede Record) que marcou cinco pontos.